# Río Arzobispo
Le río Arzobispo est un cours d'eau de Colombie. Il prend sa source dans les cerros Orientales de Bogota, puis traverse Santa Fe et Teusaquillo, respectivement les troisième et treizième districts de Bogota. Il se jette dans le río Bogotá, appelé aussi río Funza.

## Géographie

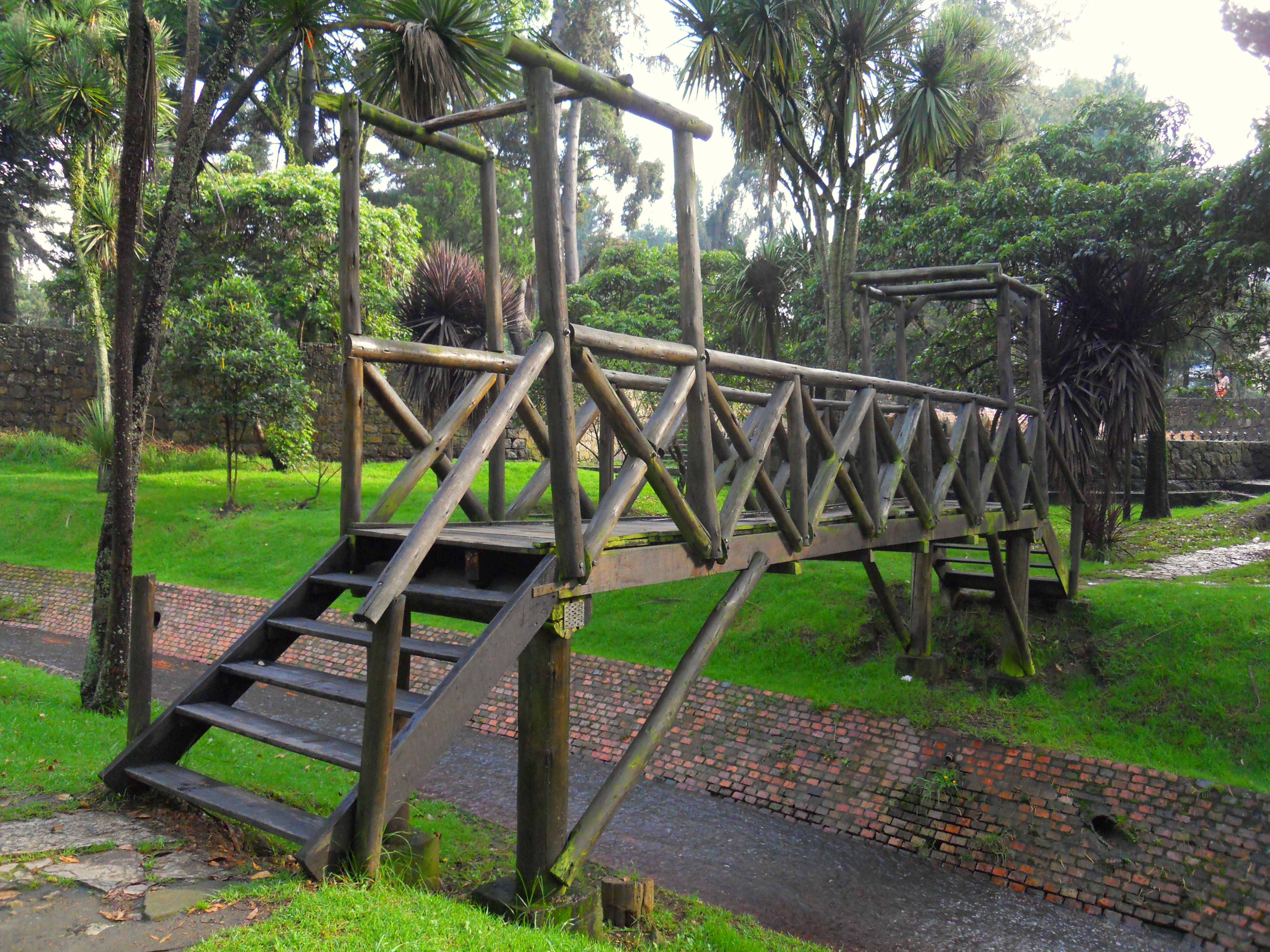
Pont sur le río Arzobispo, Parc national à Bogota

Le río Arzobipo naît à 3 200 mètres d'altitude dans la lagune du Verjón située sur le páramo de Cruz Verde, dans la cordillère Orientale des Andes colombiennes.
Il emprunte le versant septentrional du cerro de Monserrate, où il rejoint le Salto de la Ninfa (français : « Chute de la Nymphe »).
Entre l'avenue Circunvalar et la carrera 5, le río Arzobispo reçoit les eaux usées du quartier Pardo Rubio. Il délimite le côté nord du Parc national de Bogota où il est canalisé.
Pendant son trajet vers le nord-ouest, il traverse la carrera Séptima et l'avenue Caracas. Dans le district de Teusaquillo, il parcourt les quartiers de La Magdalena, Santa Teresita et La Soledad. Il traverse sous terre la calle 45 à la hauteur de la carrera 24 et coule ensuite entre les quartiers de Palermo, côté rive nord, et de Sebastian de Belalcazar, côté rive sud.

## Histoire

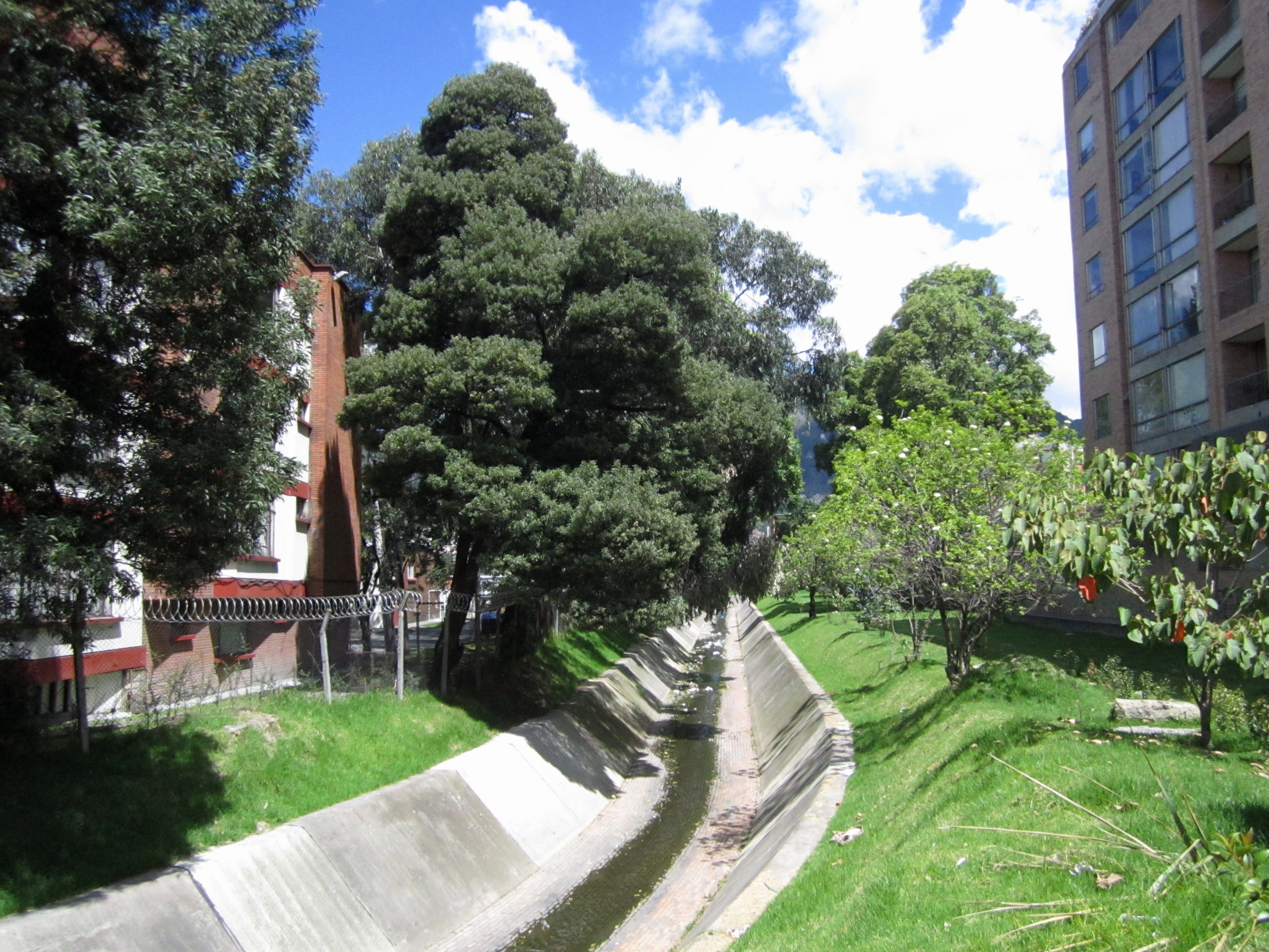
Le río Arzobispo à Bogota

Des ríos Arzobispo, San Francisco et Fucha (également appelé San Cristóbal), entre autres, provenait l'eau approvisionnant Bogota. À la fin du XIXe siècle, le río Arzobispo alimentait le secteur ouest de Las Nieves et la paroisse de San Victorino. Les systèmes utilisés à cette époque pour l'approvisionnement en eau de la ville ne différaient guère de ceux de l'époque coloniale.

## Pollution
Dans le journal "El Tiempo" du 6 juin 2009, on peut lire, sous le titre « De la pureté à la contamination », que le río Arzobispo se refuse à mourir et qu'il est peut-être l'un des ríos les plus infortunés de Bogota.
Nicolás Sandoval González écrit, en 2011, dans « El Arzobispo, más que un separador vial » qu'à présent, l'Arzobispo, incompris - plus connu comme un égout que comme une rivière - parcourt la ville, impatient de renouer avec la pureté et l'intensité des couleurs que la nature lui offrit à sa naissance, espérant son rétablissement avec l'aide des citoyens.